# Hoplitis
Hoplitis ist eine Gattung von Bienen aus der Familie der Megachilidae. Einige Autoren zählen Hoplitis zur Gattung Osmia (so auch Westrich). Teilweise werden die Hoplitis-Arten auf Deutsch Mauerbienen genannt, teilweise Stängelbienen, meistens haben sie aber keine gebräuchlichen Namen.
Es sind weltweit 376 Arten beschrieben und mindestens 66 Arten in der Paläarktis sind noch nicht beschrieben. Die Gattung kommt fast auf allen Kontinenten der Erde vor, nicht jedoch in der Neotropis und der Australis, in der orientalischen Faunenregion gibt es nur eine Art.

## Merkmale
Die Hoplitis-Bienen sind etwa 6 bis 16 Millimeter groß und haben einen etwas länglicheren Körperbau als die Bienen der Gattung Osmia. Der Hinterleib ist ziemlich kahl bis auf helle Haarbinden. Die Weibchen haben eine hell gefärbte Haarbürste an der Unterseite des Hinterleibes, die zum Pollentransport dient (Bauchsammler). Die Männchen tragen am Bauch und am Hinterleibsende unterschiedlich ausgebildete Fortsätze. Auch die Fühler der Männchen sind oft besonders modifiziert.
Bei einigen Arten sind an den Vorderbeinen und an Teilen der Mundwerkzeuge besondere Haare um Pollen aufzunehmen, die tief in der Blüte verborgen sind.
Nordamerikanische Arten von Hoplitis sind meistens metallisch blau oder grün gefärbt und sind noch schlanker als die europäischen Arten.

## Lebensweise
Die Bienen der Gattung Hoplitis sind solitär lebende Bienen, die Nester bauen und ihre Larven mit Pollen verproviantieren. Die Larven überwintern als Ruhelarve (Präpuppe) und schlüpfen im kommenden Jahr, manche Larven aber auch erst im übernächsten Jahr. Die adulten Bienen erscheinen im Sommer und sie haben nur eine Generation im Jahr.
Die Weibchen der einheimischen Arten sammeln meistens Pollen von nur wenigen Pflanzenfamilien oder Gattungen (sie sind also oligolektisch).
Die Nistweisen sind außerordentlich unterschiedlich. Die Weibchen legen ihre Nester in selbst angefertigten Hohlräumen ganz unterschiedlicher Art (zum Beispiel in Stängeln: H. acuticornis, H. claviventris, H. leucomelena, H. tridentata; Holz: H. robusta, H. tuberculata) oder in vorgefundenen Höhlungen (Käferfraßgänge: H. adunca; Felsspalten: H. anthocopoides) an. Manche Arten machen eine Art Mörtel aus Lehm und Steinchen mit Sekreten, andere kleiden die Brutzellen mit Stückchen von Blütenblättern aus (H. papaveris). Einige Arten mörteln ihre Nester aus Lehm und Steinchen in Vertiefungen und Spalten von Gestein (H. loti, H. mitis). Andere Arten graben Gänge in der Erde, die mit Blütenblättern ausgekleidet werden (H. mocsaryi).

## Systematik
Die Gattung Hoplitis ist nahe mit der Gattung Osmia verwandt und wurde von verschiedenen Autoren als Untergattung von Osmia gesehen. Die Monophylie der Gattung Hoplitis ist jedoch eindeutig, sie ist die Schwestergruppe der Gattungsgruppe Wainia + Atoposmia + Ashmeadiella + Osmia. Die in der Paläarktis vorkommenden Arten werden in 14 Untergattungen gegliedert. Insgesamt gibt es jedoch ca. 20 Untergattungen.

## Mitteleuropäische Arten
(Nach Scheuchl, nicht ganz vollständig)
- H. acuticornis, (D, A, CH)
- H. adunca, (D, A, CH)
- H. anthocopoides, (D, A, CH)
- H. claviventris, (D, A, CH)
- H. dalmatica, (CH)
- H. lepeletieri, (A, CH)
- H. leucomelana, (D, A, CH)
- H. loti, (D, A, CH)
- H. mitis, (D, A, CH)
- H. mocsaryi, (A)
- H. papaveris, (D, A)
- H. praestans, (A, CH)
- H. ravouxi, (D, A, CH)
- H. robusta, (A, CH)
- H. tridentata, (D, A, CH)
- H. tuberculata, (D, A, CH)
- H. villosa, (D, A, CH)